# 大人ドロップ
『大人ドロップ』（おとなドロップ）は、小学館より発行された樋口直哉による小説、およびそれを原作とした日本映画。
子供から大人へ変わろうともがく高校生の姿を描いた青春物語。大人になった主人公が高校生の頃のとある夏の記憶を思い巡らせていく。
漫画家の浅野いにおが小説のカバーイラストを手がけている。

## 映画
2014年4月4日公開。監督は飯塚健。主演は池松壮亮、ヒロインは橋本愛。

### あらすじ
静岡県の高校に通う由は、一学期の終わり頃友人の始から同じクラスの杏と一緒に出かけたいが緊張するため代わりに誘うよう頼まれる。シャイな由は、気兼ねなく話せる女子・春が、杏と友達だったことから始の願いを打ち明けて彼女づてに誘ってもらいOKの返事をもらう。次の日曜日、由、始、杏、春の4人で出かけるはずが待ち合わせ場所で由と始が杏とのやり取りで彼女を不機嫌にさせてしまい計画は無駄に終わってしまう。始は杏に謝罪して仲直りできたが、由は杏と微妙な距離が生まれてしまい謝罪できないまま夏休みを迎えてしまう。
夏休みになって数日後、始から「杏が夏休み中に高校をやめるらしい」と伝えられた由は驚き、後日彼女に手紙を出して会って謝ろうとする。和歌山県で過ごす彼女から後日由に返事の手紙が届くが、詳しいことが分からないまま別れの言葉が書かれていた。内容は違うものの始にも杏からの手紙が届いており、彼女との突然の別れに由も始も気持ちの整理がつかない。
数日後由と始は、「和歌山の海辺のどこかで過ごしている」というおぼろげな情報だけで杏に会いに和歌山へ向かう。由と始は電車を乗り継ぎ、和歌山のとある駅から徒歩で山を越えてなんとか杏がいる場所を見つけて再会する。杏から両親が離婚して今は、親しい知人女性とのんびりと過ごしていることなどを聞かされた由と始。由は杏と2人で話し彼女が好きな肝油ドロップを2人で食べた後、早く大人になりたいと言う杏に由は「俺なんかより大人だよ。キレイになった」と告げる。
杏に好きだと伝えられないまま帰宅した由は、その後家でダラダラと過ごし夏休みも後半を迎え、春から縁日に誘われる。始と2人で杏に会いに行ってきたことを打ち明けた由は、春から彼女に好意を持っているのか問い詰められるが曖昧にごまかす。数日後、杏から電話で親しい人が亡くなったことを聞かされた由は、居ても立ってもいられず1人で再び彼女のもとに訪れる。杏と会話をする由は、夏休みが終わったら彼女が東京に引っ越すことを聞かされるが、結局彼女に好きだと告げられないまま夏休みが終わりを迎える。

### キャスト
浅井由（ゆう）
演 - 池松壮亮
シャイな性格でいつも小さい声で話し、人前で女子に話しかけるのが苦手。ただし、友達の始や積極的に話しかけてくる春とは、軽口を叩くなど遠慮なく話せる。ここぞと言う時に心で思ったことを言葉で伝えるのが苦手。困った時や悩んでいる時などに言う「参ったな～」が口癖。密かに杏に好意を寄せている。
入江杏
演 - 橋本愛
由と同じクラス。趣味は、ピアノで「主よ、人の望みの喜びよ」(バッハ作曲)を弾くこと。由とは小学校の頃にお互い転校生ということで親しかったが、恥ずかしがり屋の彼から少々距離を置かれている。小学生の頃はメガネをかけていたが、現在はかけていない。子供の頃から肝油ドロップが好き。
岡田始
演 - 前野朋哉
由と同じクラス。由の友達。由の前ではテンション高くよく喋る性格だが、異性に対しては奥手で女子生徒ともまともに話したことがない。要領が悪く運動も苦手で、クラスではからかわれたり昼食時にパシリにされている。杏に好意を寄せているが、付き合えなくても話がしたいと控え目な望みを持っている。
野中春
演 - 小林涼子
由と同じクラスで彼の前の席に座っている。杏の友達。元気な性格で親しみやすいが時々男言葉のような話し方をする。日常的に自然と格言のような言葉を由に発している。恋人がいるが、相手をどのくらい好きなのか自分でも判断できていない状態。昼休憩時によく音楽室のピアノで杏と連弾している。
辻本裕也
演 - 渡辺大知
由のクラスメイト。他の男子生徒と共に始をからかったりしている。
高校担任
演 - 馬渕英俚可
由のクラスの担任教師。担当教科は英語。ぶっきらぼうな話し方が特徴。
リリー
演 - 美波
農家に嫁ぎ、由の家の近くに住んでいる。元は東京生まれの東京育ち。由とは顔見知りで会えばいつも会話をする関係。
かずえ
演 - 香椎由宇
杏と親しい年上の女性。作中では和歌山の海辺の病院で恋人の世話をしている。夏休みの間に恋人と入籍する。
かずえの恋人。
演 - 河原雅彦
中年男性。病院で療養中。病院そばの海辺で凧あげをしたり自由気ままに過ごしている。
駅弁販売員
演 - 大和田伸也(特別出演)
由と始が和歌山へ向かう途中の乗り換え駅のホームで駅弁を売っている。
テキ屋のおじさん
演 - 諏訪太朗
縁日で水風船の屋台とわたあめの屋台と掛け持ちしている。由と春が水風船釣りをしに来る。

### スタッフ
- 監督：飯塚健
- 脚本：飯塚健
- プロデューサー：西川朝子、柴原祐一
- 撮影：相馬大輔
- 美術：山下修侍
- 主題歌：黒猫チェルシー「サニー」
- 挿入歌：黒猫チェルシー「息子」（奥田民生の楽曲のカバー）
- 音楽：海田庄吾
- 照明：三善章誉
- 録音：田中博信
- 助監督：松下洋平
- 監督助手：石井純、成田啓吾
- 編集：飯塚健 、 相良直一郎
- 衣裳/スタイリスト：宮本まさ江
- ヘアメイク：内城千栄子
- 制作担当：宮本亮太
- 製作会社：ダブ
- 配給：東宝映像事業部

### ロケ地
撮影は2013年6月に静岡県の河津町、伊東市、東伊豆町、下田市などで行われた。鉄道会社の伊豆急行も撮影に全面協力し、2014年2月には、映画公開を記念して劇中にも登場する伊豆急行8000系を使用した『大人ドロップ』のヘッドマークが飾られた特別列車が運行された。